# 水クラスター

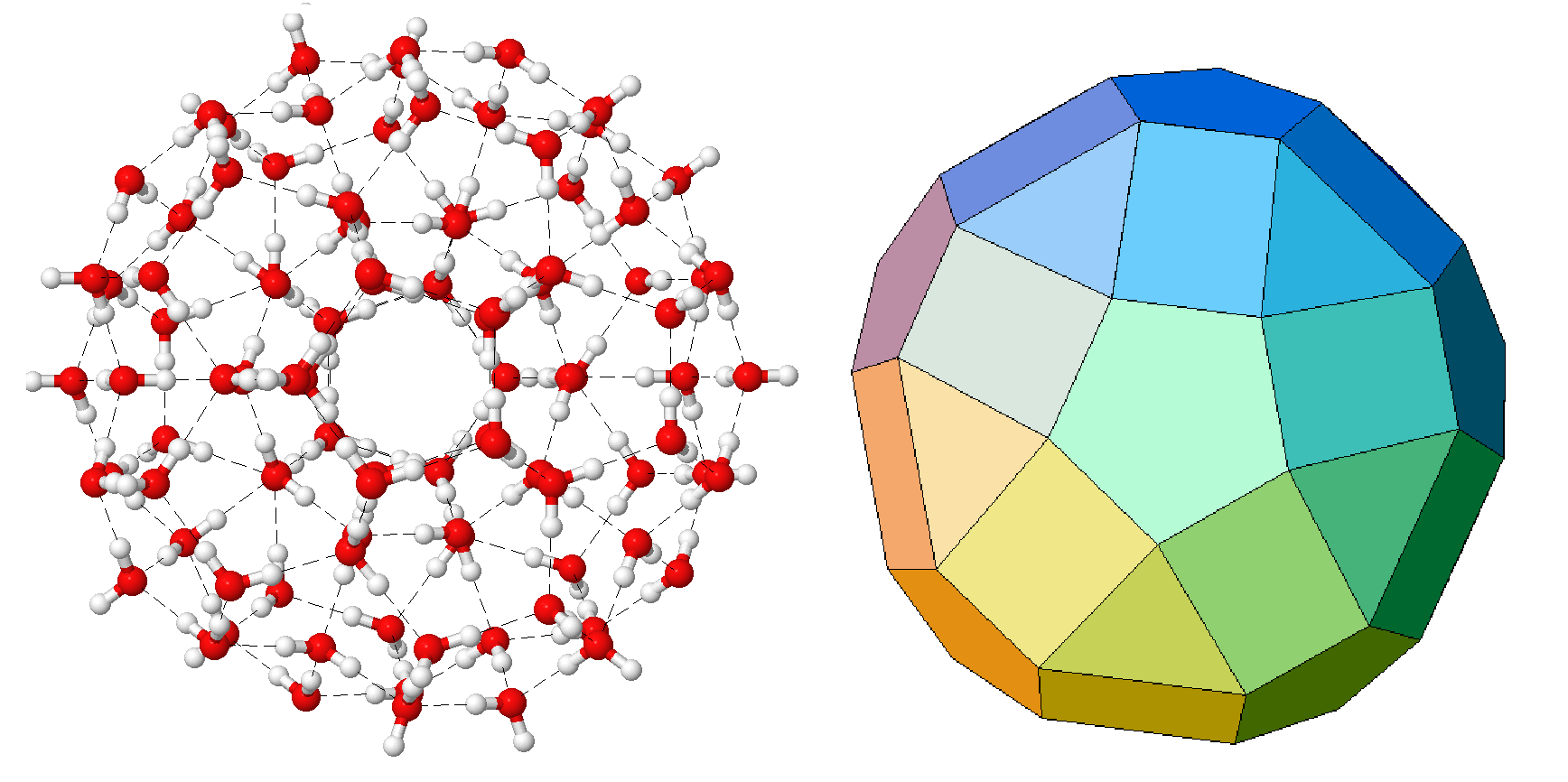
試算的な20面体の水クラスター。

化学における 水クラスター（みずクラスター、water cluster）とは、水分子が水素結合で結びついてできる集合体、すなわち水分子のクラスターのことを指す。氷、結晶格子、あるいはバルクな液状の水について、水クラスターの構造や安定性は実験的に検討されたり計算化学で予想されたりしてきた。
水分子が等方性の集合体ではなくクラスター状にあれば、温度による水の密度の変化など、多くの奇妙な水の性質を説明しやすいとされている。超分子構造の中には、水クラスターにより安定化されるものがある。 水に溶けている分子やイオンの水和にも寄与していると予想される。

## 理論的な予測
詳細な水モデルは、エネルギーの総和が極小となる水分子から成り立つ水クラスターの発生を予測する。

### 計算化学 (in silico) による研究
計算化学では、環状のクラスター (H2O)n について n を 3 から 60 までのものの構造が検討されている。その中で、環が大きくなるにつれ酸素原子間の距離は縮まるという計算結果が得られた。これは、水素結合により水素を受容した分子は電荷の分布が変わり水素を供与する力も増えるため、水の集合体が大きくなると協同的に水素結合が強められるためとされる。水分子の六量体にはいくつかの異性体が予想されており、環状、冊子型、バッグ型、かご型、プリズム型のものがほぼ同程度の安定性を持つと算出されている。七量体についても2種類のかご型の異性体が計算で得られており、八量体では環状のものと立方体型のものが算出されている。さらに巨大なクラスターとして、フラーレン型の28量体 "bucky water" や、280個の水分子が正二十面体状に集まったものが、エネルギーの極小値を持つものとして計算されている。近年は ab initio 法による水クラスターの解析もなされている。

## 実際の実験による研究
バルク水中の超分子構造についての実験的な研究は、水の構造の寿命が短いため困難である。しかし測定技術や計算能力の進歩により動的な性質を研究対象とすることも可能となってきた。
水クラスターは気相中、つまり周囲が真空の環境において実在し、単離して観測することができる。水クラスターの構造決定には以下のような高度な方法が用いられる。遠赤外振動-回転-トンネル分光法 (far-infrared (FIR) vibration-rotation-tunneling (VRT) spectroscopy) 、H-NMR、中性子回折法。
液体ヘリウムをマトリクスとして捕捉された水の六量体は、平面環状の集合体であった。一方で、気相で観測された六量体はかご型をとり、有機化合物の結晶格子中の空間に捕捉された六量体はシクロヘキサンが見せるようないす型をとっていた。赤外分光法 (IR) と質量分析計 (MS) を直結させた装置による測定により、八量体から十量体までの水クラスターには立体型が観測された。2011年以降、広帯域マイクロ波分光の発展により、水クラスターの回転分光が大きな進展を遂げている。例えば、前述の六量体において、かご型、Book型、プリズム型が観測された。
水が水和物の一部として結晶化しているときはX線回折による測定が可能となる。近年の研究ではこの方法で、ねじれた環状型をとる七量体が観測されている。

### 動的性質
液相中での水のネットワーク構造は極めて寿命が短く、絶えず別のネットワーク構造へと変化する。2005年にNature誌に掲載されたカナダとドイツの研究グループによる報告では、H2O 中、OHの伸縮振動を高時間分解能での赤外分光法により解析したところ、3,350 cm-1 のパルスレーザーで生じさせた水の変化は 50フェムト秒以内に緩和され消失することが分かった。水分子同士の水素結合を通したエネルギーの再分配は非常に速く、特定の構造についての記憶はただちに失われた。ほか、HOD/D2O を用いた測定はいくつかの研究例があり、重水中での O-H…O 水素結合の動的挙動が数十フェムト秒オーダーからピコ秒オーダーの時間スケールで観測されたと報告されている。

## バルク水のモデル
計算化学の一手法である quantum cluster equilibrium (QCE) theory による検討結果からは、液相のバルク水中では八量体クラスターが優位に存在し、それに五量体と六量体が続くことが示された。三重点での水については二十四量体の関与が考えられた。いっぽうバルク水に関する他のモデルでは、サイズの小さい溶質を取り込めるような空間を持つ環状の六量体や五量体から成るとされた。さらに他のモデルでは、立方体型の八量体と二種類の環状四量体との平衡が存在するとされた。しかしいずれのモデルも、水が見せる特徴的な密度の変化についてうまく説明できていない。